# Katsutoshi Chiba
Katsutoshi Chiba (jap. 千葉 勝利, Chiba Katsutoshi; * 14. September 1971) ist ein ehemaliger japanischer Skispringer.
Chiba startete ab 1994 im Skisprung-Continental-Cup. In seiner ersten Saison 1994/95 erreichte er dabei mit 165 Punkten den 57. Platz in der Gesamtwertung. In der Saison 1995/96 konnte er seine Leistung steigern und wurde mit 271 Punkten am Ende 27. in der Gesamtwertung. Am 21. Januar 1996 gab er in Sapporo sein Debüt im Skisprung-Weltcup. Dabei erreichte er von der Großschanze den 20. Platz und konnte so bereits in seinem ersten Springen Weltcup-Punkte gewinnen. Auch in den folgenden Jahren wurde Chiba wieder für Springen in Sapporo nominiert und sprang dabei am 23. Januar 1999 auf den 7. Platz. Dies war sein höchstes Einzelergebnis im Weltcup. Die Saison 1998/99 beendete er auf dem 51. Platz in der Weltcup-Gesamtwertung. Die Saison 2000/01 war die letzte Continental-Cup-Saison seiner Karriere. Mit 307 erreichten Punkten konnte er am Ende mit dem 25. Platz in der Gesamtwertung das beste Resultat seine Karriere erzielen. Nach der Saison beendete Chiba seine aktive Karriere.
Danach wurde er Trainer der Jugendnationalmannschaft: 2004/2005 als Junior Chief Coach und 2005–2008 als Coach.